# Peruanische Opossummaus

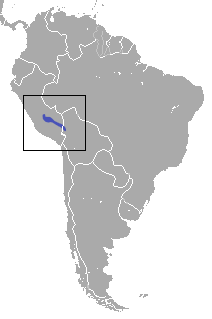
Verbreitungskarte der Peruanischen Opossummaus

Die Peruanische Opossummaus, auch Peruanisches Mausopossum (Lestoros inca) ist eine Beutelsäugerart aus der Familie der Mausopossums (Caenolestidae). Sie ist in der Andenregion des südlichen Peru in Seehöhen von 2800 bis 4000 Metern beheimatet.

## Beschreibung
Wie alle Opossummäuse ähnelt die Peruanische Opossummaus im Körperbau den Spitzmäusen, ohne mit ihnen verwandt zu sein. Ihr langes, manchmal zottelig wirkendes Fell ist braun oder grau gefärbt. Der Kopf ist langgestreckt, die Augen sind sehr klein, die runden Ohren ragen über das Fell hinaus. Die Gliedmaßen sind relativ kurz, alle Pfoten enden in fünf Zehen. Die Kopfrumpflänge dieser Tiere beträgt neun bis 14 Zentimeter, der Schwanz wird ebenso lang wie der Körper, und ihr Gewicht beträgt bis zu 40 Gramm.

## Lebensweise
Lebensraum dieser Tiere sind trockene, hochgelegene Gebiete mit dichter Vegetation. Sie sind nachtaktiv und leben vorwiegend auf dem Boden, können allerdings auch gut klettern. Diese Tiere gelten als schnelle Läufer, zum schnelleren Vorwärtskommen legen sie Trampelpfade im dichten Unterholz an. 
Sie sind Allesfresser, die Insektenlarven, kleine Wirbeltiere und Früchte zu sich nehmen. Über das Sozialverhalten und die Fortpflanzung ist kaum etwas bekannt. Die Weibchen haben vier Zitzen, aber keinen Beutel.

## Systematik
In manchen Systematiken wird die Peruanische Opossummaus in die Gattung der Eigentlichen Opossummäuse (Caenolestes) eingeordnet, manchmal wird die Art auch in zwei Arten, Lestoros inca und L. gracilis aufgeteilt.

## Weblink
- Lestoros inca in der Roten Liste gefährdeter Arten der IUCN 2013.2. Eingestellt von: Patterson, B. & Solari, S., 2008. Abgerufen am 22. Januar 2014.